# Chichinautzin

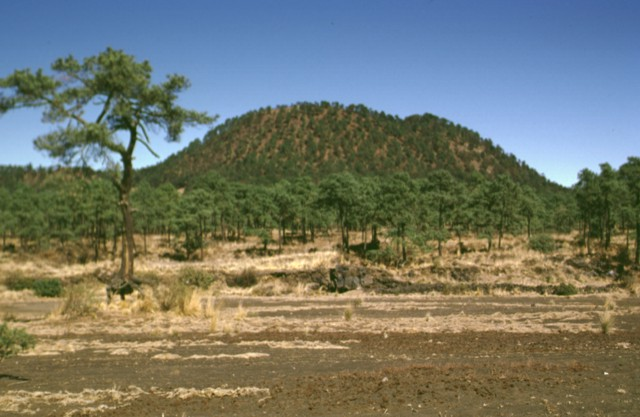
Sypaný kužel Xitle

Chichinautzin je vulkanický masiv v Mexiku, táhnoucí se v celkové délce asi 90 km východo-západním směrem a ležící jižně od Mexiko City. Masiv se rozkládá na východ od úpatí stratovulkánu Nevado de Toluca až k západnímu okraji stratovulkánu Iztaccíhuatl a je tvořen přibližně dvě stě dvaceti překrývajícími se štítovými sopkami, sypanými kužely a lávovými proudy. Nejmladší člen komplexu je sypaný kužel Xitle , který se nachází severovýchodně od nejvyššího člen – Volcán Ajusco (3930 m). Produkty poslední erupce Xitle z roku 1670 pokrývají pole, pyramidy i obydlí předkolumbovského centra Cuicuilco. Jižní část Mexiko City stejně jako univerzitní kampus Mexické národní autonomní univerzity leží na okraji 13 km lávového proudu, pocházejícího z Xitle.

## Seznam vulkanických forem pole Chichinautzin
- Štítové sopky
  - Cerro Chichinautzin – 3470 m
  - Cuautzin – 3510 m
  - Dos Cerros
  - Ocusacayo
  - Volcán Pelado – 3620 m
  - Volcán Teuhtli – 2712 m
  - Volcán Tlaloc – 3690 m
- Sypané kužele
  - Boludo – 3120 m
  - Caballito
  - Cadenita
  - Capulín
  - Cerro Ayaqueme – 2940 m
  - Cerro Chinconquiat – 2920 m
  - Cerro Xoyatán – 2730 m
  - Cerro Zoceyuca – 2800 m
  - Cerro de la Caldera – 2484 m
  - Cerro de la Estrella – 2460 m
  - Cerro del Agua
  - Cerro el Guarda – 2960 m
  - Cerro el Marques
  - Cerro el Santiago
  - Cerro el Teziolo – 2660 m
  - Cerro el Tezoyo – 2600 m
  - Cerro Escobeta – 2760 m
  - Cerro Huiztomayo – 2580 m
  - Cerro la Joya – 2680 m
  - Cerro Loreto – 2680 m
  - Cerro Pelagatos – 3020 m
  - Cerro Sochol – 3010 m
  - Cerro Tapeixte – 2760 m
  - Cerro Tenayo – 2760 m
  - Cerro Tetépetl- 2910 m
  - Cerro Tlacuayol – 2700 m
  - Cerro Tres Cruces
  - Cerro Tres Cumbres – 2440 m
  - Coaxusco
  - Coyoltepec
  - Cuauatl – 3010 m
  - El Calvario – 2550 m
  - El Molcajete – 3040 m
  - El Negro – 3220 m
  - Herradura
  - Hijo del Cuauhtzin
  - Huilote
  - Huilotito
  - Chalchihuites
  - Chapultepec – 2660 m
  - Jumento
  - La Mesa – 2540 m
  - La Silva – 3200 m
  - Las Ratas – 3230 m
  - Lomas Huihuilanco – 2870 m
  - Los Cardos
  - Manteca
  - Mazatepec
  - Metepec
  - Oclayuca
  - Ololica
  - Palamito
  - Pehualtepec – 2940 m
  - Penón de los Banos – 2304 m
  - Penón del Marques – 2346 m
  - San Nicolas
  - Suchioc Chico
  - Suchios Grande
  - Tabaquillo
  - Teconto
  - Tepecingo
  - Tepetl
  - Tepetlapán
  - Tepezingo – 2930 m
  - Tetecon
  - Tetequillo
  - Texontepec – 2980 m
  - Tezontle – 2940 m
  - Tilapa – 2880 m
  - Tioca
  - Tioquitas
  - Tlacotepec
  - Tlacuallcli
  - Tlamacasco
  - Tomasquillo
  - Tres Cruces – 2960 m
  - Tuxtepec – 2810 m
  - Tzempoli
  - Xaltepec – 2536 m
  - Xicomulco
  - Xicontle
  - Xitle – 3128 m
  - Xoxocol
  - Volcán Aholo – 2720 m
  - Volcán Ahuayatepetl – 2950 m
  - Volcán Amoloc – 2670 m
  - Volcán Atlacorra – 2720 m
  - Volcán Couhuazalo – 2810 m
  - Volcán Cuatepetl – 2760 m
  - Volcán Holotepec – 3030 m
  - Volcán Huehuel – 3110 m
  - Volcán Huehuelcon – 2970 m
  - Volcán Huipilo – 2800 m
  - Volcán Ocoxusco – 2830 m
  - Volcán Tlapexcua – 2810 m
  - Volcán Yoyolica – 3080 m
  - Volcán Zoyazal – 2680 m
- Lávové dómy
  - Cerro Quepil – 3540 m
  - El Cerro de Santiago
  - Volcán Ajusco – 3930 m